# Onthophagus cervicapra
Onthophagus cervicapra là một loài bọ cánh cứng trong họ Bọ hung (Scarabaeidae).